# 曾柔
曾柔，金庸小說《鹿鼎記》的虛構人物，男主角韋小寶的七位夫人之一，亦是書中著墨最少的一位。在鹿鼎記中，她是王屋派的弟子，與師兄弟刺殺韋小寶不遂後被捕，韋小寶因其美貌而用內含水銀的骰子舞弊放過他們，她因此心存感恩，覺得韋小寶是大英雄，把他送的骰子帶在身上，及後成為韋小寶的妻子之一。

## 影視飾演者
- 《1977》 李海敏
- 《1984》 吳君如[3]
- 《1984》（不詳）
- 《1998》 陳安琪[4]
- 《2000》 舒淇（小金魚）
- 《2008》 李菲兒[5]
- 《2014》 王雅慧
- 《2020》 鍾麗麗